# Frank Ocean
Christopher Francis Ocean, född Christopher Breaux 28 oktober 1987 i New Orleans i Louisiana, känd under sitt artistnamn Frank Ocean, är en amerikansk sångare, låtskrivare och musikproducent inom alternativ R&B och hiphop. Han är medlem i det alternativa hiphopkollektivet Odd Future Wolf Gang Kill Them All.
Frank Ocean kom ut som bisexuell år 2012. Han beskrev sin kärlek till en man i ett öppet brev som han lade upp på webbsidan Tumblr.

## Diskografi

### Studioalbum
- 2012 – Channel Orange
- 2016 – Blonde

### Visuella Album
- 2016 – Endless

### Mixtapes
- 2011 – Nostalgia, Ultra

### Singlar
| År   | Titel              | Högsta listplacering | Högsta listplacering | Högsta listplacering | Album            |
| År   | Titel              | USA                  | USA R&B              | USA Heat             | Album            |
| ---- | ------------------ | -------------------- | -------------------- | -------------------- | ---------------- |
| 2011 | "Novacane"         | 82                   | 17                   | 6                    | Nostalgia, Ultra |
| 2011 | "Swim Good"        | —                    | 70                   | —                    | Nostalgia, Ultra |
| 2012 | "Thinkin Bout You" | 72                   | 49                   | —                    | Channel Orange   |
| 2012 | "Pyramids"         | —                    | 119                  | —                    | Channel Orange   |
| 2016 | "Nikes"            |                      |                      |                      | Blonde           |
| 2017 | "Chanel"           | 72                   | 30                   | —                    | Inget album      |
| 2017 | "Lens"             | —                    | —                    | —                    | Inget album      |
| 2017 | "Biking"           | —                    | —                    | —                    | Inget album      |
| 2017 | "Provider"         | —                    | —                    | —                    | Inget album      |
| 2018 | "Moon River"       |                      | 10                   |                      | Inget album      |
| 2019 | "DHL"              |                      |                      |                      | TBA              |
| 2019 | "In My Room"       |                      |                      |                      | TBA              |
| 2020 | "Cayendo"          |                      |                      |                      | TBA              |
| 2020 | "Dear April"       |                      |                      |                      | TBA              |

### Övriga låtar där han medverkar
| Titel                      | År   | Album                      | Övriga artist(er)                                     |
| -------------------------- | ---- | -------------------------- | ----------------------------------------------------- |
| "Hell"                     | 2010 | BlackenedWhite             | MellowHype                                            |
| "Rico"                     | 2010 | BlackenedWhite             | MellowHype                                            |
| "She"                      | 2011 | Goblin                     | Tyler, the Creator                                    |
| "Window"                   | 2011 | Goblin                     | Tyler, the Creator; Domo Genesis, Hodgy Beats, Mike G |
| "No Church in the Wild"    | 2011 | Watch the Throne           | Jay-Z, Kanye West                                     |
| "Made in America"          | 2011 | Watch the Throne           | Jay-Z, Kanye West                                     |
| "Analog 2 / Wheels 2"      | 2012 | The Odd Future Tape Vol. 2 | Tyler, the Creator; Syd tha Kyd                       |
| "Snow White"               | 2012 | The Odd Future Tape Vol. 2 | Hodgy Beats                                           |
| "White"                    | 2012 | The Odd Future Tape Vol. 2 |                                                       |
| "Oldie"                    | 2012 | The Odd Future Tape Vol. 2 | Hela Odd Future                                       |
| "New Slaves"               | 2013 | Yeezus                     | Kanye West                                            |
| "Frank's Track"            | 2016 | The Life of Pablo          | Kanye West                                            |
| "Slide"                    | 2017 | Slide                      | Calvin Harris, Migos                                  |
| "Where This Flower Blooms" | 2017 | Flower Boy                 | Tyler, the Creator                                    |
| "911/ Mr. Lonely           | 2017 | Flower Boy                 | Tyler, the Creator                                    |
| "Brotha Man"               | 2018 | Testing                    | A$AP Rocky, French Montana                            |
| "Purity"                   | 2018 | Testing                    | A$AP Rocky, Lauryn Hill                               |
| "Carousel"                 | 2018 | Astroworld                 | Travis Scott                                          |